# Dalton Baldwin
Dalton Baldwin (Summit, 19 dicembre 1931 – 12 dicembre 2019) è stato un pianista statunitense, specializzato nell'accompagnamento di cantanti lirici.

## Biografia
Iniziò lo studio della musica diplomandosi al Conservatorio di Oberlin, si perfezionò poi con Madeleine Lipatti e Nadia Boulanger.
Intraprese poi la sua carriera professionale decidendo di dedicarsi all'accompagnamento di cantanti lirici. Eseguì più di cento registrazioni, riportando numerosi premi, con Elly Ameling e Gérard Souzay, in una collaborazione durata un trentennio. Con Gérard Souzay incise sia lied tedeschi che repertorio francese.
Nel corso della sua carriera di pianista accompagnò numerosi grandi cantanti come Elly Ameling, Jessye Norman, José van Dam, Frederica von Stade, Teresa Berganza, Nicolai Gedda, William Parker, Pierre Fournier, Jennie Tourrel e Arlène Auger e soprattutto Gérard Souzay del quale divenne l'accompagnatore ufficiale nel repertorio francese (Gabriel Fauré, Poulenc ...) e per le arie contemporanee collaborò con Frank Martin, Alberto Ginastera, Ned Rorem.
In seguito, pur avendo ridotto il numero dei concerti, Dalton Baldwin continuò la sua carriera d'interprete ma si dedicò soprattutto all'insegnamento. Dal 1984 fu insegnante del Westminster Choir College a Princeton e tenne corsi negli Stati Uniti, in Europa ed Asia.
Fece parte di numerose giurie di concorsi internazionali.

## Discografia parziale
- Mélodies - Intégrales des Mélodies de Gabriel Fauré, con Gérard Souzay baritono, Elly Ameling soprano e Dalton Baldwin accompagnatore al pianoforte. Réf EMI Classics 4CD.
- Mélodies - Intégrales des Mélodies de Francis Poulenc, con Gérard Souzay baritono, Elly Ameling soprano, Nicolai Gedda, William Parker, Michel Sénéchal e Dalton Baldwin accompagnatore al pianoforte. Réf EMI Classics 4CD.
- Mélodies - Mélodies de Claude Debussy, con Gérard Souzay baritono, Elly Ameling soprano, Mady Mesplé soprano, Michèle Command soprano, Frederica von Stade soprano e Dalton Baldwin accompagnatore al pianoforte. Réf EMI Classics 3CD.